# Município de Richland (condado de Vinton, Ohio)
O município de Richland (em inglês: Richland Township) é um município localizado no condado de Vinton no estado estadounidense de Ohio. No ano de 2010 tinha uma população de 1.748 habitantes e uma densidade populacional de 15,6 pessoas por km².

## Geografia
O município de Richland encontra-se localizado nas coordenadas 39° 14′ 15″ N, 82° 35′ 20″ O. Segundo a Departamento do Censo dos Estados Unidos, o município tem uma superfície total de 112.02 km², da qual 111,88 km² correspondem a terra firme e (0,12 %) 0,14 km² é água.

## Demografia
Segundo o censo de 2010, tinha 1.748 habitantes residindo no município de Richland. A densidade populacional era de 15,6 hab./km². Dos 1.748 habitantes, o município de Richland estava composto pelo 97,54 % brancos, o 0,11 % eram afroamericanos, o 0,4 % eram amerindios, o 0,23 % eram asiáticos, o 0,06 % eram insulares do Pacífico e o 1,66 % eram de uma mistura de raças. Do total da população o 0,57 % eram hispanos ou latinos de qualquer raça.